# Pelegrina chalceola
Espèce
Pelegrina chalceola est une espèce d'araignées aranéomorphes de la famille des Salticidae.

## Distribution
Cette espèce est endémique des États-Unis. Elle se rencontre en Arizona, au Nouveau-Mexique, au Colorado, au Texas, en Arkansas et en Illinois.

## Description
Les mâles mesurent de 3,9 à 4,9 mm et les femelles de 4,4 à 4,7 mm.

## Publication originale
- Maddison, 1996 : Pelegrina Franganillo and other jumping spiders formerly placed in the genus Metaphidippus (Araneae: Salticidae). Bulletin of the Museum of Comparative Zoology, vol. 154, no 4, p. 215-368 (texte intégral).